# 周文坎
周文坎（越南语：／；1949年—）是一位澳大利亞籍越南人的民主活動家，2019年至2023年期間因有爭議的指控在越南被監禁，後來被國際特赦組織認定為良心犯。

## 早年生活和職業生涯
周文坎出生在當時的法屬印度支那。1968年新春攻勢期間，他在順化戰役中倖存下來，當時他一直在那裏生活。1975年之前，他在越南共和國陸軍服役。
周文坎於1983年定居澳大利亞，在悉尼經營一家自助洗衣店，之後擔任麵包師數十年，直至退休。被捕時，他已婚並育有兩個孩子。

## 活動
周文坎曾在越南戰爭期間為越南共和國作戰。2010年，他加入了越南更新革命黨，這是一個總部位於美國的組織，旨在為越南建立自由民主國家。 越南更新革命黨隨後於2016年被越南社會主義共和國政府列為恐怖組織，儘管聯合國將其描述為「倡導民主改革的和平組織」。越南更新革命黨在澳大利亞合法運作，周文坎隨後成為澳大利亞新南威爾斯州分會的重要成員，定期參加呼籲提高越南透明度和公民權利的活動。

## 外部連結
- 周文坎的Facebook專頁